# Lunterse Beek
De Lunterse Beek (Luntersche beek) is een beek in de Gelderse Vallei, in het midden van Nederland. De Lunterse Beek en zijn stroomgebied wordt onderhouden door het Waterschap Vallei en Veluwe. 
De Lunterse Beek begint net ten westen van Lunteren. Van hieruit stroomt de beek langs Renswoude om vervolgens na ongeveer 11 km uit te monden in het Valleikanaal ten zuiden van Scherpenzeel. De beek wordt gevoed door een groot aantal andere beken, waaronder de Overwoudse, Nederwoudse en Fliertse beek. Het in 1935-1941 gegraven Valleikanaal volgt over een lengte van 5 km de vroegere loop van de Lunterse Beek, die dan overgaat in de huidige Heiligenbergerbeek, vroeger ook Lunterse Beek genaamd. 
De Lunterse Beek behoort tot de ecologische hoofdstructuur tussen de Veluwe en de Utrechtse Heuvelrug. Als onderdeel van de herinrichting hiervan is in 2002 een zestal vistrappen aangelegd. Ook is de beek op enkele plekken omgelegd zodat hij weer door zijn oorspronkelijke bedding stroomt. In de jaren '50 is de beek namelijk op enkele plekken verlegd om een snellere afwatering van de Gelderse Vallei te bewerkstelligen.
In 2008 is gestart met het opzetten van het beekherstelproject in de Lunterse Beek nabij Renswoude. In 2011 is de uitvoering begonnen en over een lengte van 1,6 kilometer is de gekanaliseerde beek gedempt en is een nieuwe kronkelende waterloop aangelegd met een breedte en diepte van respectievelijk 6,0 en 0,4 meter. Naast de waterloop is een verlaagd winterbed aangelegd, om bij een hoog wateraanbod voldoende afvoercapaciteit te behouden.